# Jamie McKee
James „Jamie“ McKee (* um 1951) ist ein kanadischer Badmintonspieler.

## Karriere
Jamie McKee wurde 1977 und 1978 kanadischer Meister im Herreneinzel. Bei den Ontario Championships war er insgesamt 18 Mal erfolgreich. 1977 wurde er Panamerikameister. 1977 und 1980 nahm er an den Badminton-Weltmeisterschaften teil, 1974 und 1978 an den Commonwealth Games.

## Sportliche Erfolge
| Saison | Veranstaltung                   | Disziplin    | Platz | Name                              |
| ------ | ------------------------------- | ------------ | ----- | --------------------------------- |
| 1970   | Kanada: Juniorenmeisterschaften | Herrendoppel | 1     | Jamie McKee / Pat Daly            |
| 1973   | Ontario Championships           | Herrendoppel | 1     | Dave Gibson / Jamie McKee         |
| 1973   | Ontario Championships           | Herreneinzel | 1     | Jamie McKee                       |
| 1974   | Ontario Championships           | Herrendoppel | 1     | Jim Lynch / Jamie McKee           |
| 1974   | Ontario Championships           | Herreneinzel | 1     | Jamie McKee                       |
| 1975   | Ontario Championships           | Herreneinzel | 1     | Jamie McKee                       |
| 1976   | Ontario Championships           | Herreneinzel | 1     | Jamie McKee                       |
| 1977   | Kanada: Einzelmeisterschaften   | Herreneinzel | 1     | James McKee                       |
| 1977   | Panamerikameisterschaft         | Herrendoppel | 1     | Jamie McKee / John Czich          |
| 1977   | Ontario Championships           | Herreneinzel | 1     | Jamie McKee                       |
| 1978   | Kanada: Einzelmeisterschaften   | Herreneinzel | 1     | James McKee                       |
| 1978   | Ontario Championships           | Herreneinzel | 1     | Jamie McKee                       |
| 1980   | Weltmeisterschaft               | Herrendoppel | 9     | Raphi Kanchanaraphi / James McKee |
| 1980   | Ontario Championships           | Herreneinzel | 1     | Jamie McKee                       |
| 1980   | Ontario Championships           | Herrendoppel | 1     | Raphi Kanchanaraphi / Jamie McKee |
| 1981   | Ontario Championships           | Herrendoppel | 1     | Raphi Kanchanaraphi / Jamie McKee |
| 1981   | Ontario Championships           | Herreneinzel | 1     | Jamie McKee                       |
| 1982   | Ontario Championships           | Herreneinzel | 1     | Jamie McKee                       |
| 1984   | Ontario Championships           | Herreneinzel | 1     | Jamie McKee                       |
| 1985   | Ontario Championships           | Herreneinzel | 1     | Jamie McKee                       |
| 1986   | Ontario Championships           | Herrendoppel | 1     | Ross Clarke / Jamie McKee         |
| 1987   | Kanada: Masters 35 plus         | Herreneinzel | 1     | James McKee                       |
| 1987   | Ontario Championships           | Herreneinzel | 1     | Jamie McKee                       |
| 1988   | Kanada: Masters 35 plus         | Herreneinzel | 1     | James McKee                       |
| 1988   | Ontario Championships           | Herrendoppel | 1     | Ross Clarke / Jamie McKee         |
| 1988   | Kanada: Masters 35 plus         | Herrendoppel | 1     | James McKee / R. Moore            |
| 1989   | Kanada: Masters 35 plus         | Herreneinzel | 1     | James McKee                       |
| 1992   | Kanada: Masters 40 plus         | Herreneinzel | 1     | James McKee                       |
| 1992   | Kanada: Masters 40 plus         | Herrendoppel | 1     | G. Carter / James McKee           |
| 1993   | Kanada: Masters 40 plus         | Herreneinzel | 1     | James McKee                       |
| 1993   | Kanada: Masters 40 plus         | Herrendoppel | 1     | G. Carter / James McKee           |
| 1995   | Kanada: Masters 40 plus         | Herreneinzel | 1     | James McKee                       |
| 1995   | Kanada: Masters 40 plus         | Herrendoppel | 1     | James McKee / Raphi Kanchanaraphi |
| 1997   | Kanada: Masters 40 plus         | Herrendoppel | 1     | James McKee / R. Clarke           |
| 1997   | Kanada: Masters 45 plus         | Herrendoppel | 1     | Bill Metcalfe / James McKee       |